# Müller-BBM
Müller-BBM med säte i Planegg vid München är sedan 1962 ett internationellt verksamt teknikbolag inom byggbranschen och akustik och har ett tiotal kontor och cirka 500 medarbetare.
Företaget har ackrediterade laboratorier för ljud och vibrationer, luftrening, EMC och farliga substanser.